# Pieve di Legnano
La pieve di San Magno di Legnano (in latino Plebis Sancti Magni Legnanensis) era il nome di un'antica pieve dell'arcidiocesi di Milano con capoluogo Legnano. Fu succeduta dal decanato di Legnano e comprendeva 12 parrocchie.
Il patrono era san Magno ed a lui è dedicata la chiesa prepositurale di Legnano.

## Storia
La pieve di Legnano venne ufficialmente fondata il 7 agosto 1584, poco dopo la pieve di Busto Arsizio che si originò l'anno precedente per volere dell'arcivescovo milanese san Carlo Borromeo il quale smembrò Legnano dalla pieve di Olgiate Olona e la mise a capo dell'antica pieve di Parabiago ormai in decadenza, assegnandole tutte le sue parrocchie. Bisogna notare tuttavia come tale atto non fu riconosciuto ai fini civili, per i quali la pieve di Parabiago continuò ad esistere fino al 1796 quando fu soppressa da Napoleone in quanto istituto feudale.
La struttura plebana in Legnano, ad ogni modo, trovò terreno fertile per attecchire in quanto già dalla fine del XIV secolo era presente una canonica in città, la quale disponiva di quattro cappellani con annesse cappellanie e rendite che vengono già indicati nel 1398 come appartenenti ad una "pieve di Legnano" anche se si ha ragione di credere che tale nome fosse solo una convenzione e non si intendesse realmente indicare l'unità plebana che per l'appunto giunse in epoche più tarde. Tra Cinquecento e Seicento vennero erette alcune parrocchie come quella delle Sante Maria ed Elisabetta di Villastanza (1625) e San Giorgio su Legnano (12 dicembre 1549). Dall'epoca post-tridentina la pieve divenne sede di un vicariato foraneo che, di fatto, ricoprì gli scopi della pieve sostituendosi ad essa.
Un secondo periodo di decadenza si ebbe dal 1845 quando la pieve di Legnano ridiede vita alla nuova pieve di Parabiago, la quale la privò di alcune parrocchie, accompagnando i medesimi decreti con fondazioni di altre parrocchie nelle frazioni di Legnano come Legnarello e San Lorenzo.
La pieve di Legnano venne soppressa assieme alle altre pievi milanesi a partire dal 1971 con i decreti voluti dal cardinale Colombo. Con quest'ultimo atto, inoltre, mentre Legnano passò ad un proprio decanato, alcune sue antiche parrocchie sottoposte passarono ad altri decanati: Uboldo passò al decanato di Saronno e la parrocchia di Arluno venne attribuita al decanato di Magenta.

## Parrocchie
- San Magno di Legnano
- Santi Gervaso e Protaso di Parabiago
- Santa Maria Elisabetta di Villastanza in Parabiago
- Santi Apostoli Pietro e Paolo di Arluno
- Santa Maria Assunta di Canegrate
- San Giorgio Martire di Casorezzo
- Santi Cornelio e Cipriano di Cerro Maggiore
- San Bartolomeo di Cantalupo
- Santi Bernardo e Giuseppe di Rescaldina dal 1622
- Beata Vergine Assunta di San Giorgio su Legnano
- San Vittore martire di San Vittore Olona
- Santi apostoli Pietro e Paolo di Uboldo